# ماتیاس مورهیدن
ماتیاس مورهیدن (سوئدی: Mattias Morheden؛ زادهٔ ۲۶ سپتامبر ۱۹۷۰) تدوین‌گر اهل سوئد است.
از فیلم‌هایی که وی در آن‌ها نقش داشته‌است، می‌توان به دختری که به لانه زنبور لگد زد، دختری که با آتش بازی کرد و دزدها اشاره نمود.